# Waldorf-Astoria

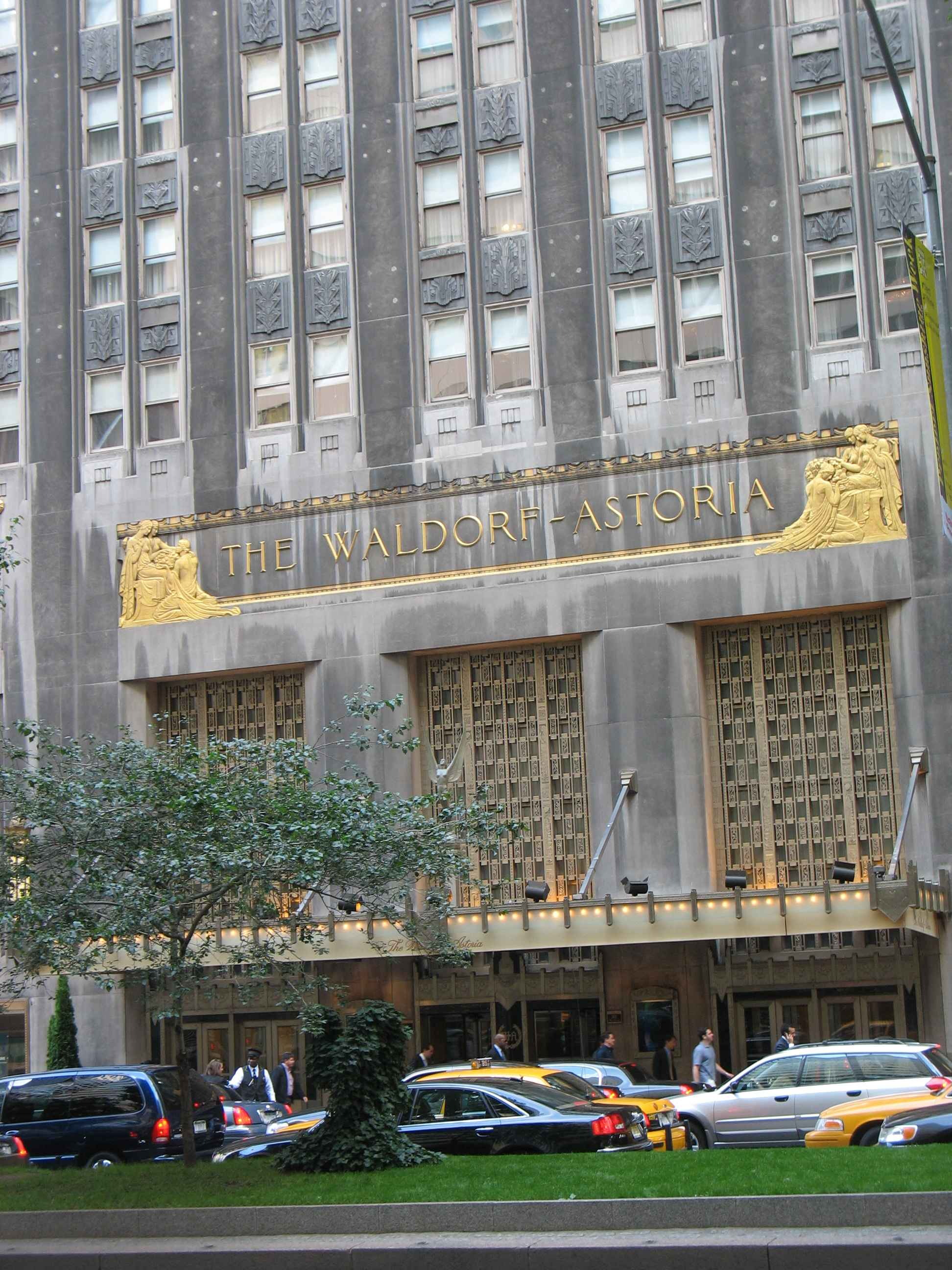
Entrada de l'hotel

El Waldorf-Astoria és un hotel de Nova York, mundialment conegut, sobretot per a les seves exposicions d'art. És un gratacel d'estil art déco de 47 pisos (191 metres). Està situat a Manhattan, a Park Avenue. Forma part de la cadena d'hotels Waldorf-Astoria Collection, que pertanyen al grup hoteler Hilton.
Aquest gratacel data de 1931. Els seus arquitectes eren el gabinet Schultze and Weaver. El nom d'aquest hotel és una referència a William Waldorf Astor (1848-1919). Un magnífic pèndol (que sona) és situat al centre del hall de recepció.
Els americans sobrenomenenen aquest gratacel el hyphen en referència al guionet (hyphen en anglès) en el nom d'aquest gratacel. L'hotel és un hotel de gran luxe que disposa de serveis i suites de primer ordre.
L'any 1929 el pintor català Josep Maria Sert va rebre l'encàrrec de decorar el menjador d'aquest hotel, que es va arribar a conèixer com la Sert room (Sala Sert). Va finalitzar l'encàrrec en dos anys (1929-1931) abans de realitzar l'altra gran obra seva a Nova Yorkː les pintures muurals del Rockefeller Center. La decoració del menjador incloia quinze plafons pintats que s'inspiraven en un tema del Quixotː: les noces de Camacho. Arran d'una remodelació de l'hotel, l'any 1973 les pintures de Sert van ser venudes a un antiquari de Barcelona i van passar a ser propietat d'un banc. Durant un temps van ser exposades a l'edifici El Sucre de Vic i finalment es troben a la seu del Banc de Santander a Boadilla del Monte, Madrid.
Durant quinze anys, entre les dècades dels trenta i els quaranta del segle XX el músic català Xavier Cugat i la seva orquestra van animar els balls que tenien lloc en aquest hotel, convertint-se en un nucli destacat de la vida social novaiorquesa. El 1945 s'estrenava la pel·lícula Week-end at the Waldorf on apareixia el mateix Cugat al costat de Ginger Rogers o Lana Turner.
Abans de Xavier Cugat, unaltre músic català, Enric Madriguera i la seva orquestra, també havia actuat i assolit l'èxit al Waldorf-Astoria.
El grup hoteler Hilton pensa construir altres hotels anomenats Waldorf-Astoria a Florida, al Walt Disney World Resort i a Califòrnia, a Beverly Hills.
L'any 2017 va tancar les portes per a ser completament remodelat, després d'un canvi en la propietat esdevingut el 2014.

## Antic hotel Waldorf-Astoria

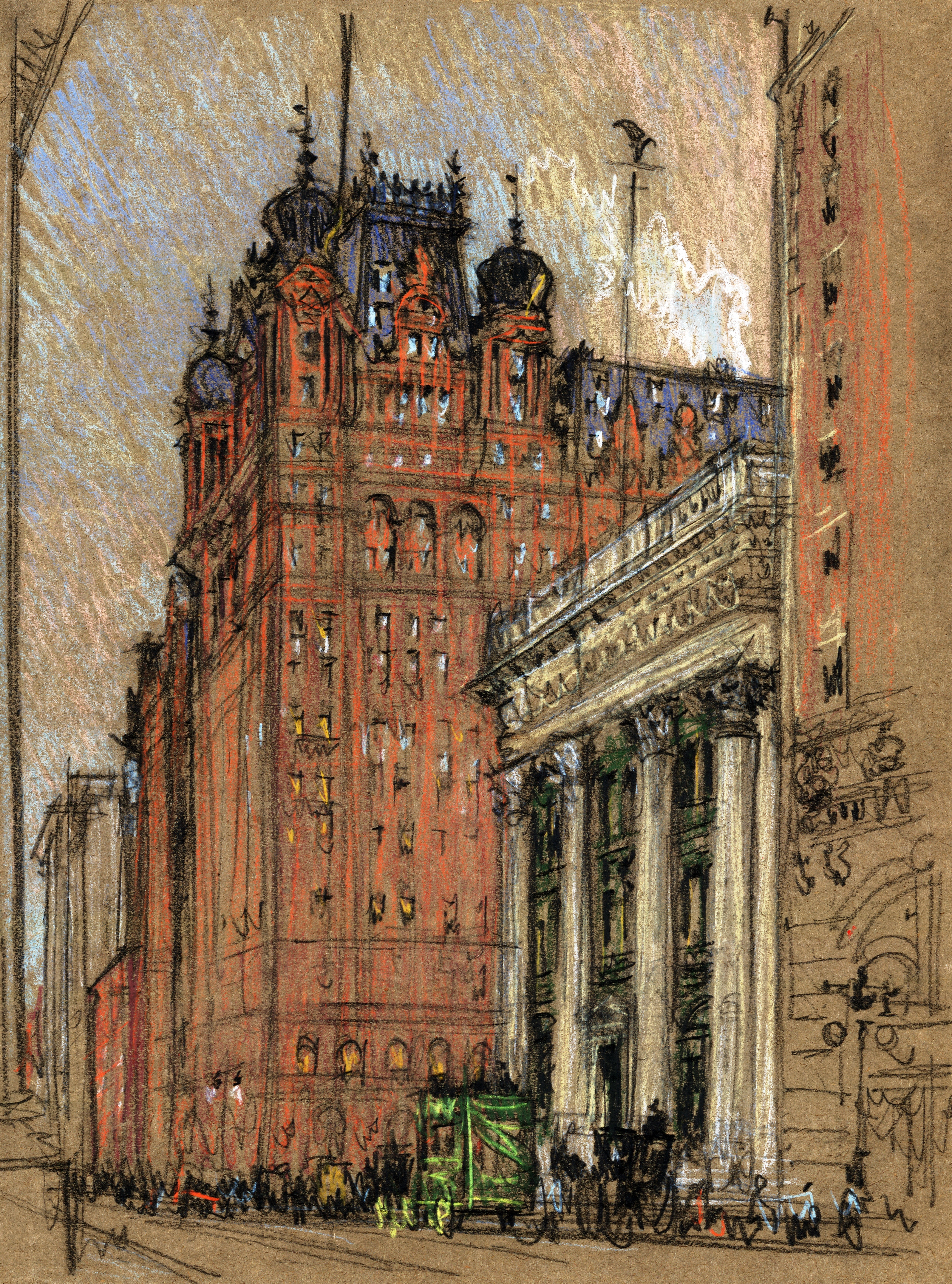
El Waldorf-Astoria a l'antic emplaçament. Dibuix de Joseph Pennell

El Waldorf-Astoria actual és de fet el segon immoble de dur aquest nom. L'entrada a Park Avenue es deia the Ladies Lobby (Hall de les Dames) i el bar Peacock Alley (passeigs dels paons) recorda un passeig, on gallejaven les elegants, d'un centenar de metres de longitud que enllaçava l'hotel Waldorf d'origen, construït el 1893, a The Astor, construït el 1897 a la Cinquena Avinguda. Aquests dos hotels van ser destruïts el 1929 i van ser reemplaçats per l'Empire State Building, construït el 1931.